# Pou de tête
Pediculus humanus capitis
Sous-espèce
Le pou de tête (Pediculus humanus capitis) est un insecte ectoparasite de l'être humain, responsable de la pédiculose du cuir chevelu. C'est une des deux sous-espèces de Pediculus humanus, l'autre étant le pou de corps (Pediculus humanus corporis).

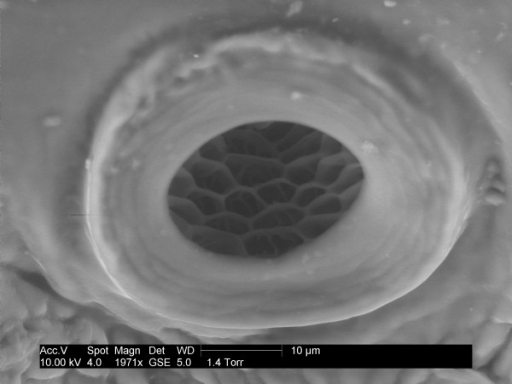
Spiracle thoracique du pou Pediculus humanus capitis.

## Galerie

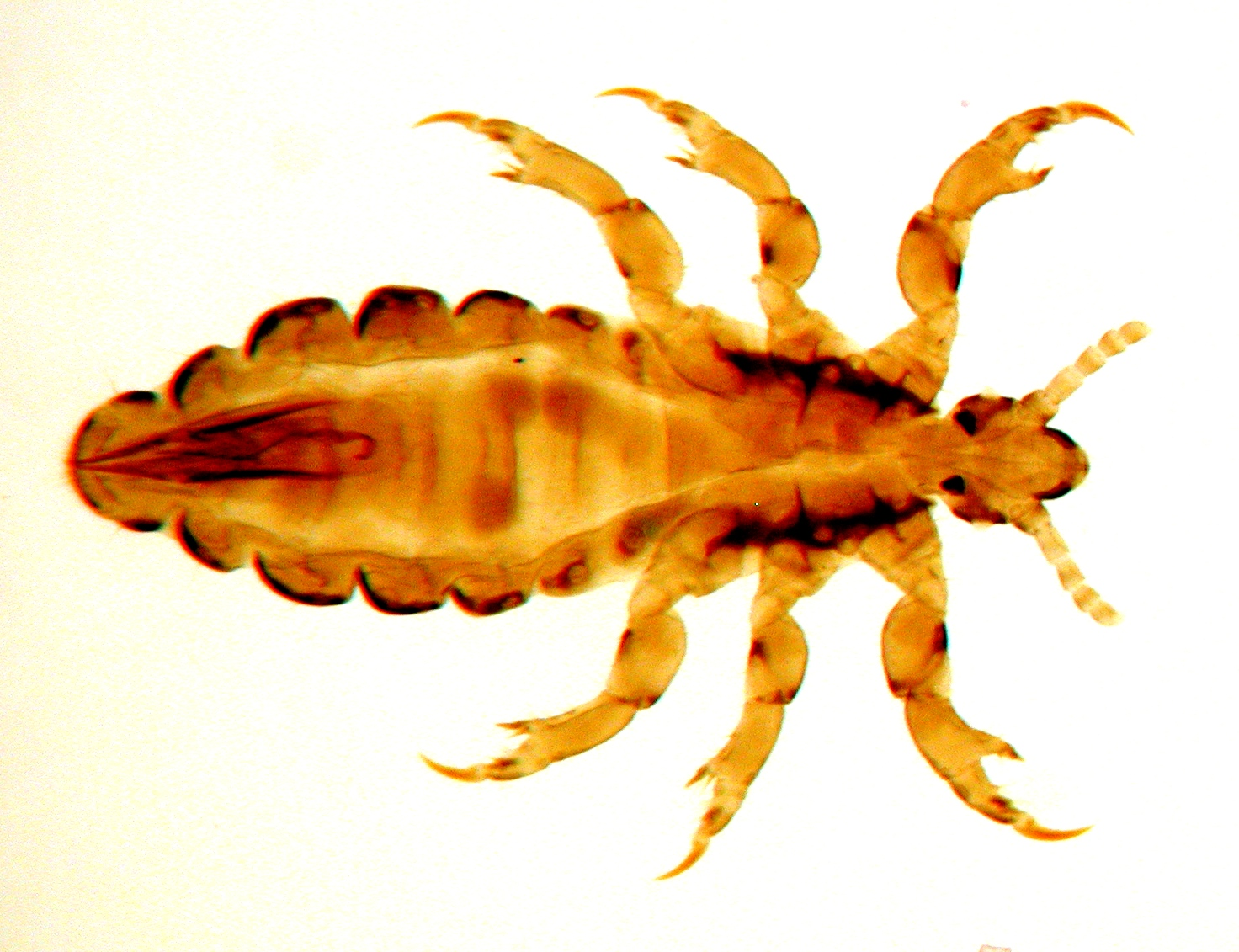
Pou de tête mâle adultePou de tête mâle adulte
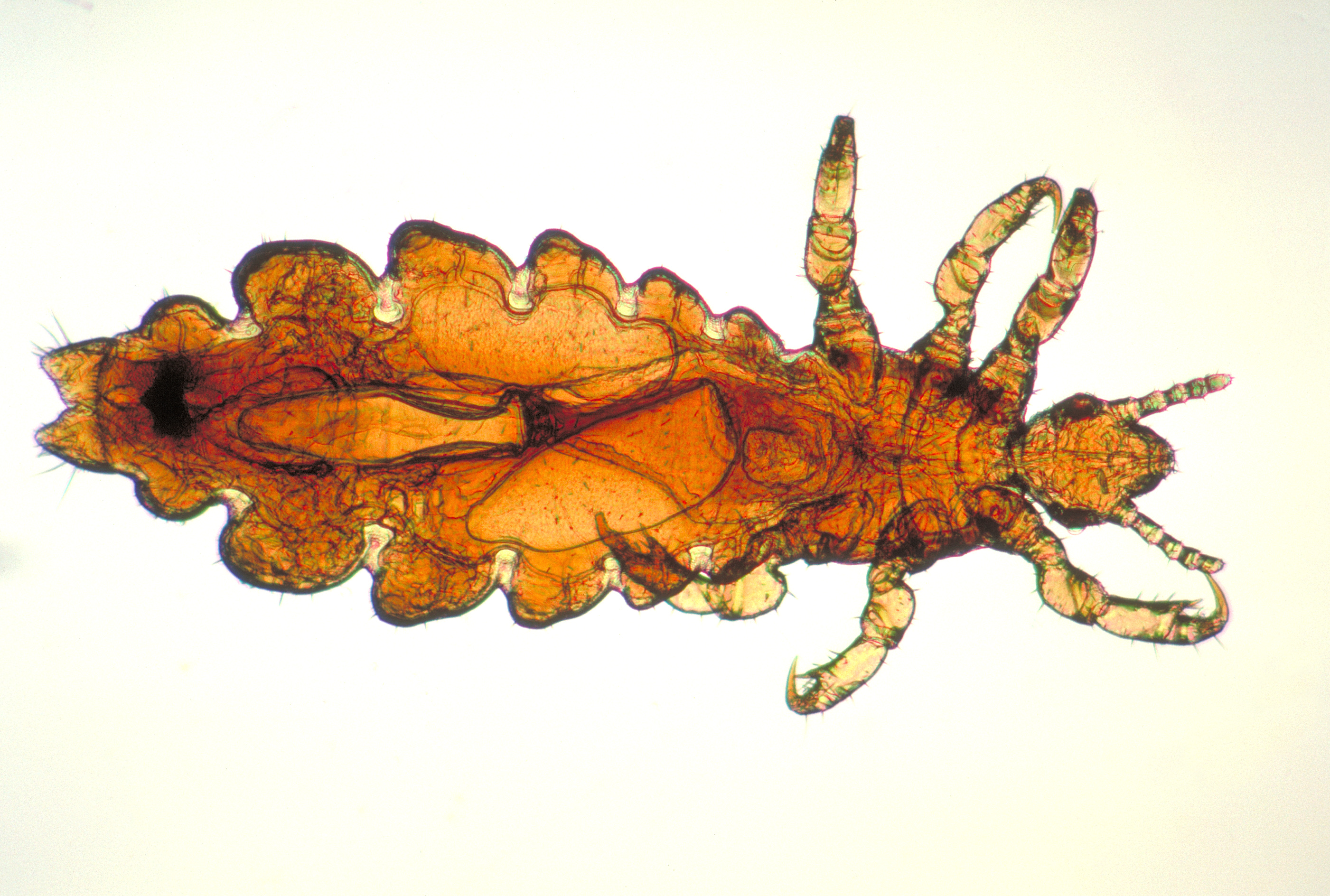
Pou de tête femelle adulte
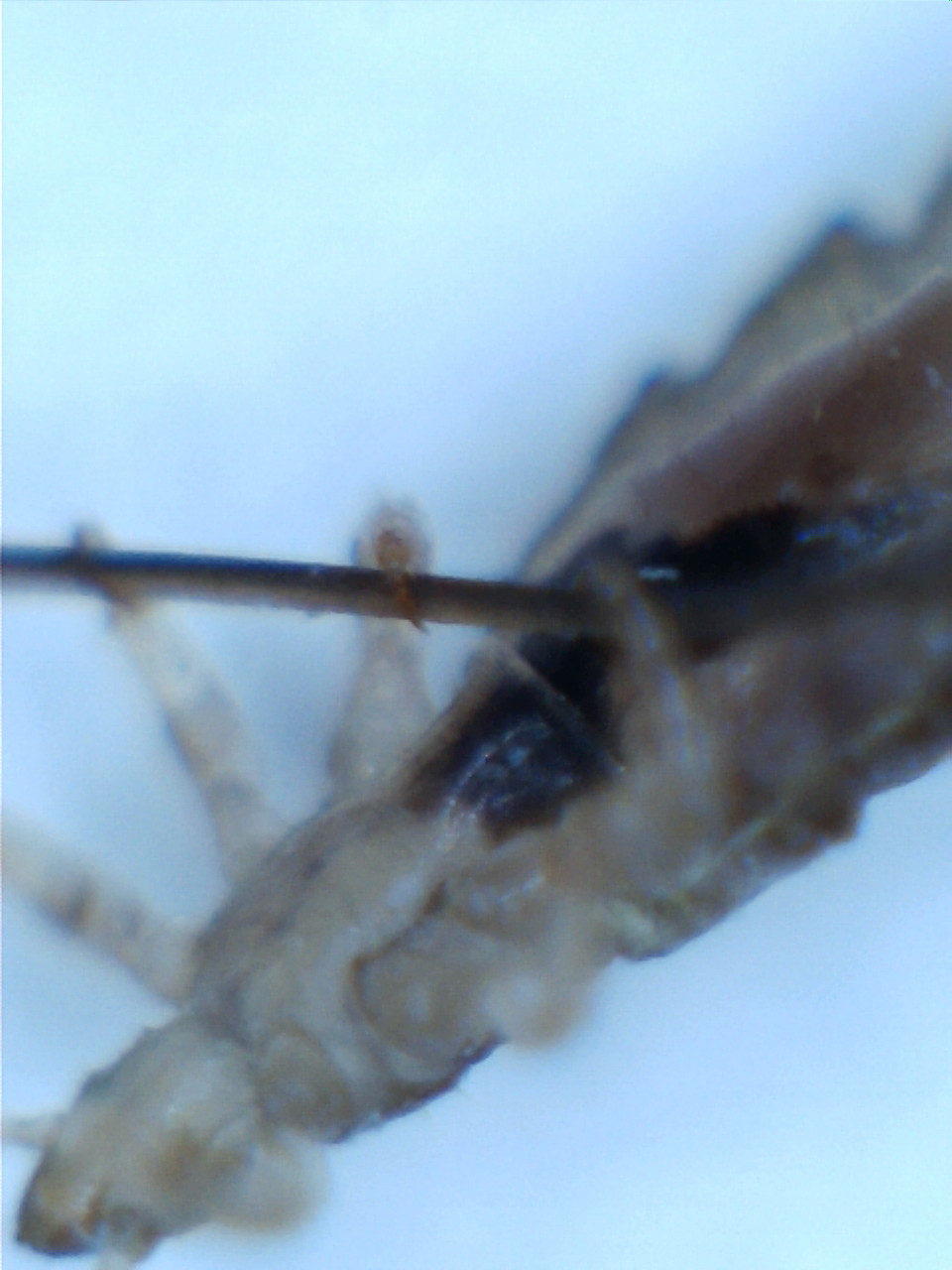
Pou de tête agrippé à un cheveu
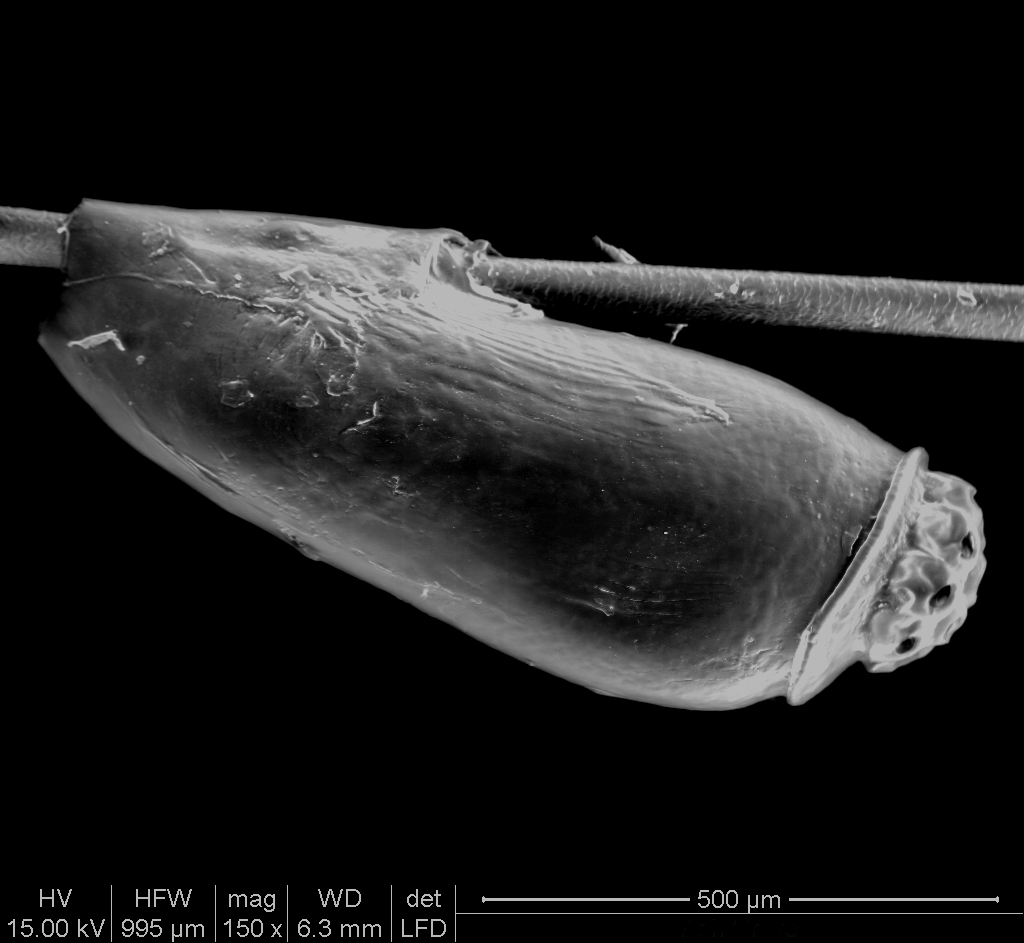
Lente (œuf de pou) fixée à une fibre capillaire - Image de MEB
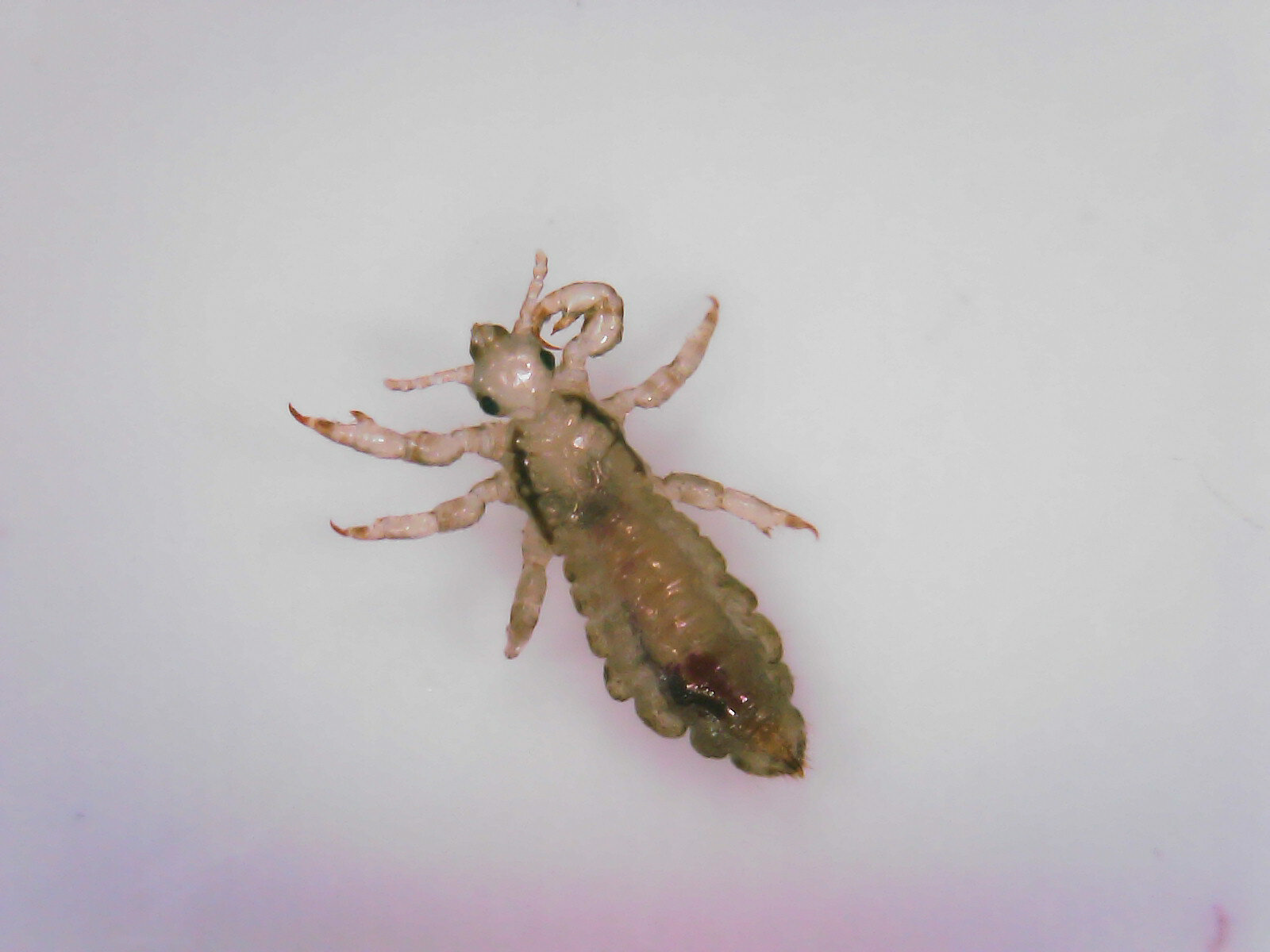
Pou de tête mâle adulte capturé vivant après le passage d'un peigne à pou